# 哈桑·阿斯卡里
哈桑·阿斯卡里（阿拉伯語：الحسن العسكري）（846年12月6日—874年1月4日）是伊斯兰教什叶派主流派别十二伊玛目派尊奉的第十一任伊玛目，其称号“阿斯卡里”意为军事的、军队驻地居民，因为其出生地萨迈拉当时是一座军营。他死后与其父伊玛目哈迪一同葬于萨迈拉，后来建成宏伟的陵寝和清真寺，即阿斯卡里清真寺，已成为什叶派朝圣圣地之一。

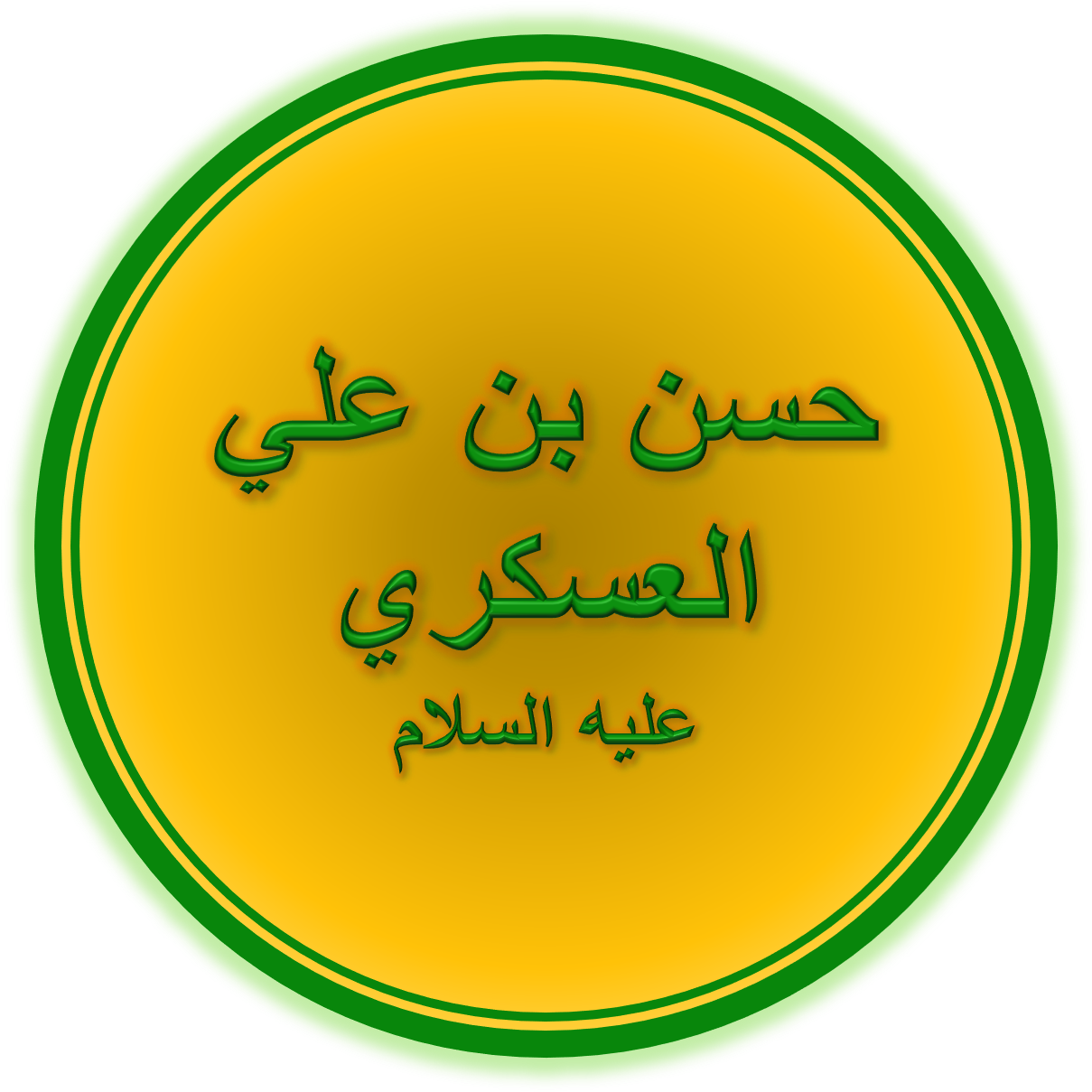

## 穆斯林什叶派第十一任伊玛目
穆斯林什叶派第十一位伊玛目哈桑·阿斯卡里于希吉来历232年4月10日（公元846年12月6日）在麦地那出生，希吉来历260年3月8日（公元874年1月4日）。
他的父亲是阿里·哈迪·纳基（阿拉伯语：علي الهادي النقي）（827/830年－868年）  是伊斯兰教什叶派十二伊玛目派的第十任伊玛目，
他的母亲是苏珊。
他就是伊斯兰伟大先知的后裔、什叶派第11位伊玛目——伊玛目哈桑·阿斯克里。他是伊玛目迈赫迪的父亲。委任伊玛目6年。他28年中的大部分时光是在阿巴斯王朝中心萨米拉市度过的。伊玛目哈桑·阿斯克里幼年时随他的父亲被迫离开麦地那，在伊拉克军事地区萨米拉市被阿巴斯王朝的统治者软禁了起来，直到他11岁一直生活在监狱之中。
伊玛目哈桑·斯卡里的童年和成年是在他的尊父伊玛目阿里·纳吉被软禁的房子里渡过的。尽管面临严格的监视，伊玛目坚持自己的职务。他为人讲解《古兰经》，并为他的追随者传输圣人和圣裔的正统教义。伊玛目哈桑·阿斯卡里的《古兰经注解》深受广大学者和历史学家的青睐。伊玛目在萨迈拉生活也受到软禁。从他不时地被带到巴格达，受到质疑并被关进监狱。即使在哈里发穆克塔迪和哈里发艾尔·姆塔米德的短暂统治期，也曾被土耳其卫兵押到巴格达的监狱。尽管如此，伊玛目哈桑·阿斯克里依然坚持履行其使命，推动履行伊玛目的责任。伊玛目阿斯克里最根本的责任就是让先知后裔的追随者们为迎接他的孩子伊玛目迈赫迪的为伊玛目和隐遁做好准备。

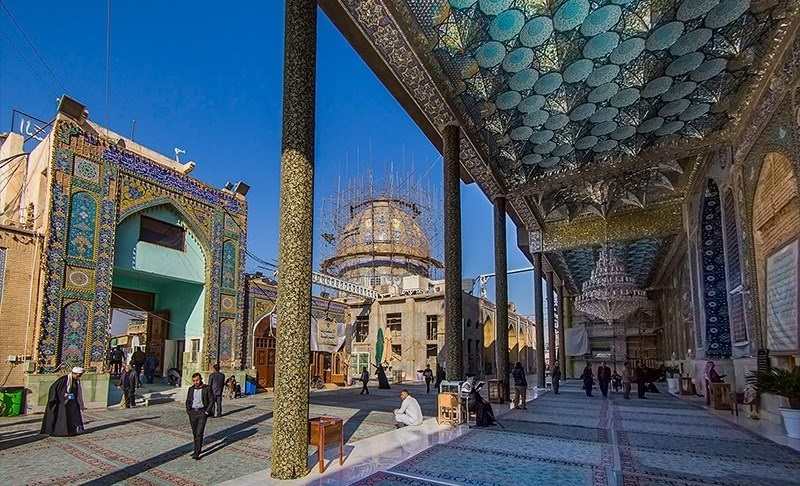

## 标题
哈桑·本·阿里（Hasan ibn Ali）以“沉默者”（al-Samet）、“引导者”（al-Hadi）和“纯洁者”（al-Zaki）等头衔闻名，但其最常见的称号是“军事者”（al-Askari），这源于他几乎一生都被拘禁在萨迈拉（Samarra）。萨迈拉是距巴格达不远的驻军城镇，当时是阿拔斯王朝的首都。作为阿里·里达（Ali al-Rida，十二伊玛目派第八任伊玛目）的曾孙，哈桑也被同时代的人称为“伊本·里达”（Ibn al-Rida，意为“里达之子”）。

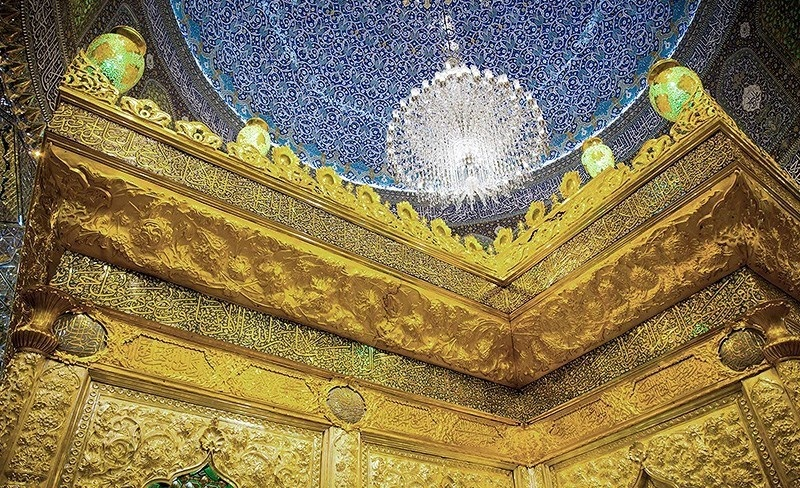

## 生平

### 出生与早年
多数什叶派资料记载，哈桑·本·阿里（Hasan ibn Ali）出生于伊斯兰历230年拉比·阿瓦尔月（公元844年11月），但也有其他记载称其出生年份介于845至847年之间。目前什叶派将拉比·阿色尼月8日定为他的诞辰纪念日。哈桑出生于麦地那，但唐纳森对此存疑，认为其出生地可能是麦地那或萨迈拉。其父为什叶派第十任伊玛目阿里·哈迪（Ali al-Hadi），母亲为释奴（umm walad），不同文献中其母名记载为胡黛斯（Hudayth）、苏珊（Susan）或萨莉勒（Salil）。约两岁时，哈桑随父于伊斯兰历233或234年（公元847–849年）被带至萨迈拉，其父在此受阿拔斯王朝哈里发严密监视，直至约二十年后（伊斯兰历254年/公元868年）去世。
哈桑约二十二岁时，据传其父的代理人偶然购得一名拜占庭女奴纳尔吉斯（Narjis，即水仙），后许配予哈桑为妻，并诞下其独子。其他文献记载其妻名亦作赛格勒（Sayqal）、苏珊（Sawsan）或莱哈娜（Rayhana）。穆罕默德-巴基尔·马杰里西与谢赫图西的详细叙述中，纳尔吉斯被描述为拜占庭皇帝的外孙女，因梦境启示其与哈桑的姻缘而皈依伊斯兰教，但这些记载被认为具有圣徒传记色彩。另有记载称纳尔吉斯为努比亚人。

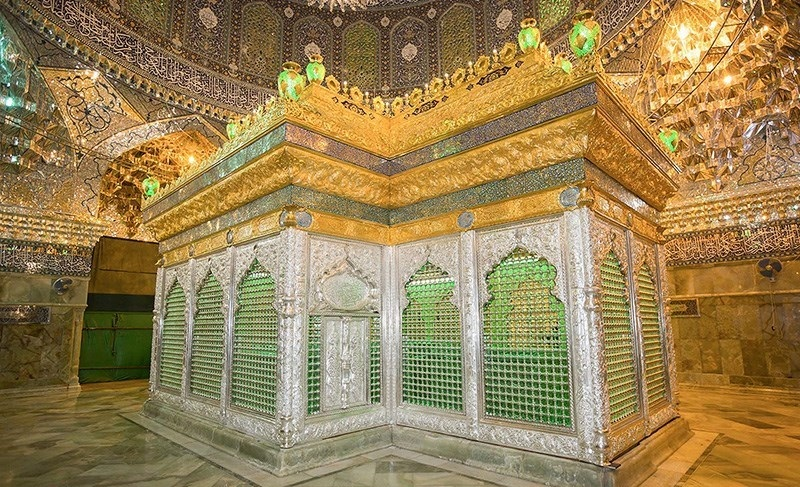

### 阿拔斯王朝统治时期
阿斯卡里（al-Askari）生命中的大部分时间——无论在其本人或其父担任伊玛目期间——都处于阿拔斯哈里发帝国沦为权臣角逐工具的政治环境中。哈里发系统内埃米尔间的敌对竞争导致哈里发更迭频繁，严重削弱了哈里发制度的根基。

### 穆斯塔因统治时期
阿斯卡里生平首次有记载的政治立场可追溯至其约二十岁、其父尚在世时。伊斯兰历252年（即其继任伊玛目两年前），据载阿斯卡里曾致信反对穆斯塔因的塔希尔王朝埃米尔阿布·艾哈迈德·乌拜杜拉（Abu Ahmad Ubaydullah ibn Abdullah ibn Tahir，塔希尔·本·阿卜杜拉之弟、呼罗珊总督），信中谴责哈里发为"暴君"并祈求真主废黜之。不久后穆斯塔因遭叛乱废黜，穆阿塔兹继任哈里发。据伊本·阿西尔记载，塔希里家族的阿布·艾哈迈德本人在推翻并杀害穆斯塔因的叛乱中发挥了关键作用。

#### 穆塔兹（統治時期866–869）与穆赫塔迪（統治時期869–870）统治时期
公元252年（伊斯兰历），穆斯塔因被废黜，其政敌穆塔兹继任哈里发。帕卡奇指出，鉴于穆塔兹与穆斯塔因之间的宿怨，加之穆塔兹麾下权臣——如阿布·艾哈迈德·塔希里——曾向新哈里发报告过哈桑·阿斯卡里对遇刺哈里发的敌意，穆塔兹在执政初期至少表面上未对阿斯卡里及其父表现出敌意。至254年（伊斯兰历），当阿斯卡里继承其父伊玛目之位时，尽管活动受限，他仍享有相对自由并居住在自己宅邸。
帕卡奇记载，阿斯卡里就任伊玛目不足一年便引起哈里发猜忌。他自上任伊始便积极维护并改革什叶派财政体系、募集资金，与各地什叶派广泛通信，甚至对阿布·艾哈迈德·塔希里等政府官员具有影响力，这些都可能引发哈里发忧虑。
在阿斯卡里担任伊玛目的第二年（即穆塔兹执政末年的255年伊斯兰历），阿斯卡里被穆塔兹囚禁于巴格达，并在继任哈里发穆赫塔迪的短暂统治期间持续关押。
穆塔兹统治末期，一些针对阿斯卡里的暗杀阴谋均告失败。不久穆塔兹去世，穆赫塔迪执政期间爆发统治者内斗。尽管穆赫塔迪具有穆尔太齐勒派倾向，但前任哈里发宫廷中最有权势的埃米尔萨利赫·本·瓦西夫仍掌握实权，迫使哈里发继续迫害阿斯卡里。
穆赫塔迪执政末期对什叶派实施高压政策，意图将其驱逐出伊拉克重要城市，并加剧对什叶派囚犯的压迫。此时埃米尔纳斯尔·本·艾哈迈德·祖拜里曾奉命处决阿斯卡里，但该计划因穆赫塔迪政权倒台而中断。据塔巴里记载，纳斯尔于256年伊斯兰历Rajab月1日战死。阿斯卡里视此事件为神迹显现。同年Rajab月29日，穆赫塔迪因大规模叛乱被废黜，不久身亡。

#### 穆阿台米德统治时期（870|892）
穆阿台米德（穆塔瓦基勒之子）延续了对什叶派的迫害。 据信，哈桑·阿斯卡里的大部分监禁经历发生在穆阿台米德哈里发时期，什叶派史料将其描述为主要压迫者。 穆阿台米德在位十三年（伊斯兰历256-279年），但其中仅四年与阿斯卡里在世时间重合。这一时期爆发了多起阿拉维派及其关联人士的叛乱。自称阿拉维后裔的赞吉领袖对穆阿台米德政权构成最大威胁，其暴行甚至令伊玛目派领导层感到忧虑。阿斯卡里明确声明"赞吉领袖非我圣裔成员"。帕卡奇（2019年）分析认为，此立场旨在防止公众将赞吉的恶行归咎于伊玛目派与圣裔，同时避免阿拔斯政府借赞吉起义加大对什叶派的打压。
然而在伊斯兰历260年，曾于即位初期释放阿斯卡里的穆阿台米德，再度下令逮捕阿斯卡里及其弟贾法尔。虽迫于国家利益约一月后释放，却禁止其返回萨迈拉住所，转而将其软禁于"哈桑·本·萨赫尔宅邸"严加监视，不久后即传出其死讯。
据记载，阿斯卡里曾谴责哈里发限制征收胡姆斯（五分之一）——这项原用于接济先知后裔的伊斯兰课捐，先知在世时其后裔被禁止接受普通施舍。其生前，哈希姆家族贫困成员主要依赖法达克农庄收入维生。历史上，首位正统哈里发阿布·伯克尔废止先知政策，将法达克收归公有，迫使哈希姆家族依赖普通施舍，可能旨在削弱其对哈里发之位的主张并剥夺其作为先知亲属的特权。该政策后被继任者欧麦尔部分修正，倭马亚王朝的欧麦尔二世亦曾恢复，但后续哈里发再度将法达克并入国库。

## 逝世
阿斯卡里约二十八岁时，于伊斯兰历260年拉比·阿瓦尔月1日或8日（公元873年12月25日或874年1月1日）病逝，病程持续一周。什叶派至今以拉比·阿瓦尔月8日纪念这一事件。什叶派史料普遍认为他是遭穆阿台米德授意毒杀。
病危期间，众多阿里家族与阿拔斯王朝要员前往探视，哈里发亦遣御医侍从照料。鉴于阿斯卡里未有明确继承人，塔巴塔巴伊指出哈里发意图严密监控这位伊玛目，并在其死后持续搜寻其后裔。侯赛因、穆罕默德·阿里·阿米尔-莫埃兹与阿卜杜勒阿齐兹·萨切迪纳的记述与此相似。

## 伊玛目时期

### 被指定为伊玛目
阿里·哈迪于868年去世后，其大部分追随者承认其子哈桑·阿斯卡里为继任伊玛目。什叶派史料记载，哈迪在去世前数月已指定哈桑为继承人。哈迪另一子贾法尔曾自称伊玛目但未获认可。马德隆补充指出，部分人原期望哈迪之子穆罕默德·本·阿里·哈迪继任，但此人先于其父卒于萨迈拉。

### 代理网络
阿斯卡里的伊玛目时期始于868年，仅持续约六年，历经阿拔斯王朝穆塔兹、穆赫塔迪与穆阿台米德三任哈里发。期间他虽未参与政治活动，但长期在萨迈拉遭软禁监视。塔巴塔巴伊与萨切迪纳记载，阿斯卡里被禁止与什叶派普通信众接触。塔巴塔巴伊认为这些限制源于哈里发政权获知什叶精英中流传的预言——第十一任伊玛目将诞下末世马赫迪。  
阿斯卡里主要通过代理网络与追随者联系，其核心代理人为奥斯曼·本·赛义德·阿萨迪。这些代理人负责管理什叶事务并征收宗教课税，但如易卜拉欣·本·希拉勒等曾违背伊玛目指令，招致阿斯卡里发文斥责并诅咒。  
帕卡奇指出，此代理体系为"门"（abwāb）制度的雏形。除奥斯曼外，抚养阿斯卡里成年的特殊仆役阿基德负责传递其书信，另有绰号"孤独者"阿布·阿迪安的仆役承担部分信函传递。一支努赛里耶派先驱团体则宣称伊本·努赛尔为其巴布。

### 极端派别
早期形成的极端派（字面意为"夸大者"）在阿斯卡里时期持续活动，常神化什叶伊玛目，包括库法的穆罕默德·本·努赛尔追随者"纳米里耶"，以及活跃于巴士拉、巴格达与泰西封的"伊沙基耶"派。

### 继承危机
作为第十一任什叶伊玛目，阿斯卡里于873-874年去世时未留下明确继承人，导致什叶社群陷入"大困惑时期"（hayra），分裂为二十余个支派。除十二伊玛目派外，其余派别百年内均消亡。部分派别认为伊玛目传承止于阿斯卡里，"瓦基菲耶"派主张他将以马赫迪身份再现；另有派别承认其已故兄穆罕默德·本·阿里·哈迪为真伊玛目；还有派别追随阿斯卡里之弟贾法尔·本·阿里·哈迪——此人早在其父哈迪去世时便自称伊玛目未果。另有信众相信第十二伊玛目将于末世由阿斯卡里后裔诞生。

### 隐遁时期
最终成为十二伊玛目派的主体认为阿斯卡里有一子，名艾布·嘎西姆·穆罕默德（与先知同名）。约生于伊斯兰历255年（868年），即后世所称穆罕默德·马赫迪（字面意为"受正道指引者"）。因惧怕阿拔斯王朝迫害，其存在仅向第十一任伊玛目的少数心腹公开。据载其在父丧后曾公开主持葬礼（取代叔父贾法尔），此后便因迫害威胁进入隐遁状态。传说此事发生于萨迈拉宅邸（今建有清真寺），地下窖室（sardab）内有一口"隐遁之井"（Bi'r al-Ghayba），马赫迪由此消失。
阿斯卡里去世后，其首席代理（wakil）奥斯曼·本·赛义德·阿萨迪立即宣称成为隐遁马赫迪的巴布"门"（Bab）。对什叶信众而言这并非剧变——因第十、十一任伊玛目在萨迈拉遭阿拔斯王朝严密隔离监视，实际已处于"事实隐遁"状态。奥斯曼通过文书传达信徒请愿与回复，达夫塔里指出这些回复笔迹均属奥斯曼，而侯赛因认为其笔迹文体在奥斯曼死后仍未改变，暗示实为马赫迪亲笔。侯赛因认为这种一致性部分解释了信众对大隐遁起始时间的共识。
奥斯曼后来指定其子艾布·贾法尔·穆罕默德·本·奥斯曼为继任代理，后者又提名艾布·嘎西姆·侯赛因·本·鲁赫·瑙巴赫提。约七十年后，随着第四任代理艾布·哈桑·阿里·本·穆罕默德·萨马里于伊斯兰历329年（941年）去世，小隐遁时期终结。据载萨马里临终前六日获马赫迪书信，预言其死期并宣布大隐遁开始——此状态将持续至"大地充满暴虐之时"上帝允准马赫迪再现。值得注意的是，早期什叶文献中代理人数目并非仅限四位，莫门认为原有代理网络（wukala）可能在小隐遁期间仍持续运作。

### 十二伊玛目派的隐遁教义
十二伊玛目派的隐遁（ghayba）教义成形于伊斯兰历四世纪（公历十世纪）上半叶。其核心内容为：第十二任伊玛目穆罕默德·马赫迪并未死亡，而是受上帝庇护隐匿于人间，其生命被奇迹般延长，直至上帝允准其再现以正义充满大地之日。这种隐遁将持续至伊玛目不再受敌人威胁，且人类准备好接受其引导之时。
在小隐遁期间（874-941年），马赫迪通过四位巴布（"门"）与信众保持联系。而自伊斯兰历329年（941年）开启的大隐遁延续至今，期间不再有直接沟通渠道，但什叶派信仰认为伊玛目仍承担着人类精神引导之责——犹如云层后的太阳仍赐予光明与温暖。
据信马赫迪会以肉身显现于虔诚者面前，或更常见于梦境与异象中。此类相遇记载在什叶派中广为流传。关于隐遁教义的什叶派文献浩繁，立论兼重理性与经典依据。其中一则著名圣训（什叶与逊尼派共同承认）记载先知预言："假若世界仅剩一日寿命，真主必将延长此日，直到我后裔中一位与我同名同号者出现，使充满暴虐的大地遍满公正。"

## 贡献

### 对古兰经注释的贡献
对古兰经经文的解释是Hassan Askari努力的重点领域之一。对“奉安拉之名，至仁，至慈”（Ibn Sha'ba, 487; Masoudi, 264）、对“惟独祢我们崇拜，惟独祢我们求助”（Al-Fatiha / 1 / 5; 见：Waram, 2 / 95）、对“当时你的主从阿丹的子孙中取出他们的后裔……”（Al-A'raf / 7 / 172; 见：Masoudi, 264）、对“安拉消除他所意欲的，或予以确立；在他那里有原本之书。”（Ar-Ra'd/ 13 /39 ; 见：ibid.; 亦见Tusi, al-Ghaiba, 430–431; Rawandi, al-Kharaij, 2 / 688; Ibn Hamzah, 567）、对“我的父亲啊，你为什么崇拜……”（Maryam / 19 / 42; 见：Qumi, 2/51）以及对“一切命令在前在后都归安拉所有”（Ar-Rum/ 30 / 4; 见：Ibn Shahr Ashub, 3 / 535）的解释，均属其重要成果之一。
除此之外，一部著名的早期什叶派古兰经注释被归于al-Askari， 并被一些什叶派权威人士（尤其是Al-Shaykh Al-Mufid）认为是真实的。
即使这种归属不完全正确，Pakatchi认为al-Askari在解释性讨论方面的声望为这种归属提供了基础。同时，一些批评者对整本书都归于al-Askari表示怀疑，并接受该书部分内容可能确实出自伊玛目之手的观点。

### 对神学的贡献

#### 理智与无知
理智（'Aql）与无知（Jahiliyyah）及其军队之间的对立问题，最早由Ja'far al-Sadiq和Musa al-Kazim提出，在al-Askari的教导中获得了新的内涵。根据al-Askari的说法，唯有智者才是神圣命令和言语的受众，真主没有让除智者以外的人成为祂的受众。正如面容的美丽带来外在的美，理智的美也带来内在的美。无知是人的敌人，总是加重无知者的痛苦。在al-Askari的教导中，无知不是可以通过教育和训练消除的，努力教化无知者如同奇迹。基于这种对理智概念的理解，拥有智慧与追逐尘世之间存在明显的矛盾，因此al-Askari有一句话：“如果世人有智慧，尘世就会被忽视并毁灭。”

#### 知识与崇拜
al-Askari认为人类被创造的目的有二：知识（Ilm (Arabic)）与崇拜（Ibadah）。关于知识与崇拜的关系，al-Askari并不认为崇拜就是大量的斋戒和祈祷，而是把大量思考神圣事务视为崇拜的标志。
正如思考与崇拜的关系，在al-Askari的话语中，任何对真主权利的履行，除了通过知识和理解之外都无法实现。例如，al-Askari有言：“没有人能认识恩典，除非他是感恩者；没有人能为恩典感恩，除非他有知识。”在al-Askari的话语中，认识所有恩典被视为Ahl al-Bayt的特质之一，伊玛目也号召信士们认识和洞察神圣恩典。根据al-Askari的观点，只要有知识，无论多大的恩典，感恩者都能表达感激之情。
除了理智作为通向知识的途径外，al-Askari认为通向知识最重要的方式之一是古兰经经文和先知圣训。Pakatchi认为，al-Askari言论的许多内容是对古兰经内容的直译。

### 法学贡献
根据什叶派圣训学者的说法，al-Askari在圣训中被称为Faqīh（伊斯兰法学家或fiqh专家）的称号，这表明在他生前，他的同伴们特别以此称号称呼他。
在al-Askari的圣训中，关注了一些神圣裁决的原因，包括人类创造的原因，命名Fatima、Zahra的原因，儿童时期对父母的不服从与成年后被父母遗弃之间的因果关系，犯罪与贫困之间的因果关系，以及说谎与其他罪行之间的因果关系。在此基础上，涉及法学问题时，寻求的是裁决的演变性而非立法性原因；例如，上帝规定斋戒是为了让富人体验饥饿并对穷人表示仁慈，或者上帝规定祈祷不是出于需要，而是作为对其仆人的慈悲，以区分纯洁与不纯，考验胸怀并净化心灵，创造获得神圣怜悯的竞争，并争夺天堂中的更高位置。

### 对伦理的贡献

#### 恐惧与希望
阿赫勒·拜特道德学派的一个普遍特征是倾向于在恐惧与希望之间保持平衡。  
例如，在阿斯凯里的一条圣训中，强调要对上帝保持良好猜疑（善意的揣测）；而在另一条关于恐惧的圣训中，轻视罪过受到严厉批评："不可饶恕的罪行之一，是某人思考一项罪过时竟希望自己只需为此罪受审"。  关于恐惧与希望的作用，阿斯凯里曾说："我不明白一个人的恐惧与希望有何意义——除非这两者能阻止他沉迷于眼前的欲望，并赋予他面对降临之灾难的耐心。"

#### 虔诚
在推荐虔诚的同时，阿斯凯里也澄清了与之相关的误解及其真正含义，比如指出"最虔诚者是面对疑虑时止步之人"。  
与虔诚并列的还有禁欲（Zuhd）与侍奉（Ta'abbud）等术语，阿斯凯里对它们进行了简要定义：例如，最禁欲者是放弃禁忌之人；最虔敬者是履行义务之人。在其圣训中，苏菲主义也被论及——他以温和但批判的语气谴责了"伪苏菲"。  
根据阿斯凯里道德教义中对禁欲的定义，某些罪行（尤其是作为万恶之源的谎言）在其圣训中被严禁：诸如谎言与背叛等罪行既破坏社会关系，也导致道德堕落。关于谎言，阿斯凯里引用道："上帝将一切邪恶置于一屋，而以谎言为钥匙。"因此他在道德改革的总指导中，将宗教虔诚与言语诚实相结合。另一项被严格禁止的罪行是背信——阿斯凯里的教导明确表明：无论受托者在宗教或品格上是否被认可，原则是必须归还信托物（An-Nisa 4:58），任何背信都不可接受。在致什叶派的著名遗嘱中，他命令他们"向所有受托者履行信托，无论其善恶"。该遗嘱后续将守信与虔诚、诚实并列为信徒道德准则的核心原则。

#### 信托（Tawakkul）
帕卡奇认为阿斯凯里道德教义的总体框架由两种策略构成：对于超出人力管理范围的事务，主张信托（"托靠"或"依赖"）；对人力可及之事则倡导中庸。阿斯凯里引用古兰经精神说道："得善者，乃上帝所赐；避恶者，乃上帝所护。"  
他还指出："任何灾难都包含上帝赐予的、覆盖灾难的恩泽。"人类在阿斯凯里的信托学说中具有主动性。其圣训声明："弃真理者必蒙羞，卫真理者必受尊。"  
在多条训示中，阿斯凯里强调贪婪者永难获得非定数之物；既然命中注定必然发生，何必屈辱哀叹？同时他告诫：上帝注定的给养不应成为推卸义务的借口。

#### 中庸
在人力可及的品性与行为管理领域，阿斯凯里的教导处处体现中庸之道。即使对于礼拜，他在鼓励什叶派大量崇拜与长时叩拜的同时，也禁止过度并提醒"义务的履行即为界限"。这方面，宗教事务中的偏执受到批评，他在演讲中将过度追求洁净者视为"实则亵渎纯洁之人"。社交关系中也提倡中庸，包括避免过度玩笑与大笑。在回复穆罕默德·本·哈姆扎·苏里时，他呼吁对方保持生计适度、远离挥霍，并警示"挥霍乃恶魔之举"。  关于中庸讨论的巅峰体现于其著名圣训："谦逊有度，过则怯懦；慷慨有度，过则奢侈；谨慎有度，过则胆怯；节俭有度，过则吝啬；勇敢有度，过则鲁莽。"

#### 社交与礼仪
在阿斯凯里言论中，谦卑被视为人际交往的伦理密码，是"无人会嫉妒的恩赐"。  向路遇者致意、不因身份尊贵而挑剔聚会座位等行为被列为谦卑典范。而追求优越感与领导权则被视作毁灭之因。阿斯凯里还指出：愤怒是万恶之钥，怨恨剥夺安宁，最不安者是心怀怨恨者；最恶劣者是伪善与诽谤者——见人得福则妒，遇人遭难则鄙；压垮脊梁者，是见善行则隐、见罪恶则扬的邻居；不惧人言者，必远神畏。  
同样，忍耐是智慧的一部分，无法咽下怒焰者永不知心安；最佳兄弟是忘却过错之人；待人以善与良好品行是真信士的标志。  伊玛目的教导不推荐隐居与隔离，甚至要求什叶派与宗教异见者广泛互动：在一篇演讲中，他援引历代伊玛目传统，命令什叶派"与他们共同礼拜、出席葬礼、探望病患、履行其权利"。另一圣训中，伊玛目建议什叶派成为好邻居并关照邻务——无论其宗教信仰。  不应以令对方困窘的方式施予荣誉或恩惠；在悲伤者面前表现快乐有失礼节；最值得爱者是受他人厌弃之人；多数情境中沉默可贵——愚者之心在口中，智者之口在心中。  阿斯凯里亦云："自律之要，在于己所不欲勿施于人。"

### 其他
在论述什叶派在伊玛目隐遁期间的职责时，马瓦尼引用了归源于阿斯凯里的圣训："民众必须追随这样的法学家——他远离罪恶、宣示信仰、对抗私欲并顺从真主之令。"  
海德尔引用阿斯凯里关于区分什叶派与普通穆斯林的特质圣训："信士有五标志：每日五十一拜[礼拜]、侯赛因殉难四十日后的陵墓朝觐、右手佩戴戒指、叩首时前额触地、以及[日常礼拜中]高声诵念basmala（直译：「奉真主之名」）。"  
关于说情（（阿拉伯文）），据传阿斯凯里曾言：真主在今世仅向造物散播了其慈悯（rahma）的微末。在末日审判之时，真主全部的慈悯将通过真正的穆斯林为其社群成功说情而普降。

## 同伴与门徒
谢赫图西与艾哈迈德·本·穆罕默德·巴尔基在其里贾尔著作中列出的阿斯凯里同伴及门徒包括：阿卜杜勒·阿齐姆·哈萨尼、萨阿德·本·阿卜杜拉·阿什阿里·库米、阿卜杜拉·本·贾法尔·胡迈里、穆罕默德·本·侯赛因·本·阿比·哈塔布·库菲、阿布·哈希姆·达乌德·本·卡西姆·贾法里、穆罕默德·本·萨利赫·阿尔马尼、秘书哈伦·本·穆斯林、艾哈迈德·本·伊斯哈格·阿什阿里·库米、萨赫尔·本·齐亚德·阿迪、达乌德·本·阿米尔·阿什阿里·库米、穆罕默德·本·伊萨·雅克提尼、穆罕默德·本·阿里·图斯特里、艾哈迈德·本·穆罕默德·西亚里、阿里·本·穆罕默德·赛亚里、伊斯玛仪·本·伊斯哈格·尼沙布里、易卜拉欣·本·阿卜杜勒·尼沙布里、阿布·阿里·艾哈迈德·本·哈马德·马哈茂迪、易卜拉欣·本·穆罕默德·本·法里斯·尼沙布里、艾哈迈德·本·伊德里斯·库米，以及侯赛因·本·阿什基布·马尔瓦齐。法德尔·本·沙赞、阿布·萨赫尔·伊斯玛仪·本·阿里·瑙巴赫蒂、奥斯曼·本·赛义德·阿萨迪亦在其同伴之列。  
部分阿斯凯里门徒曾就信仰与教法等宗教议题向其提问，并将伊玛目的问答汇编成书。虽原书今已不存，但其内容仍可追溯于早期伊玛目派文献索引中，例如：  
- 阿卜杜拉·本·贾法尔·胡迈里的《问题与批复》（纳贾希，220页）  
- 阿布·塔希尔·穆罕默德·本·苏莱曼·扎拉里的《问题集》（同前，347页）  
- 穆罕默德·本·阿里·本·伊萨·库米的《问题集》（同前，371页）  
- 穆罕默德·本·哈桑·萨法尔·库米的《问题集》（图西，《书目》，144页）  
此外，法德尔·本·沙赞所著《昼夜》——一部关于日常宗教实践的教法著作——据载曾呈递哈桑·阿斯凯里并获得其认可。